# سوزان ديلبن
سوزان كاي أوليفر ديلبن (بالإنجليزية: Suzan DelBene)‏ (من مواليد 17 فبراير من عام 1962) هي سياسية أمريكية وسيدة أعمال تشغل منصب ممثلة الولايات المتحدة في الدائرة المؤتمرية الأولى في ولاية واشنطن منذ عام 2012.
كانت ديلبن مرشحة الحزب الديمقراطي لتمثيل الولايات المتحدة في الدائرة المؤتمرية الثامنة في واشنطن لعام 2010 وبالكاد هزمها شاغل المنصب وقتها الجمهوري ديف ريتشرت. كسبت في عام 2012 الانتخابات العامة في دائرة واشنطن الأولى المُعادة رسمها ضد الجمهوري جون كوستر، بينما فازت في الوقت نفسه بانتخابات الفترة المتبقية في الدائرة الأولى الشاغرة في ظل ضوابط ما قبل عام 2012، بقي مقعد شاغرًا بسبب استقالة جاي إنسلي.

## نشأتها وتعليمها
وُلدت ديلبن في سلما، ألاباما، ابنةً لباري وبيث أوليفر. هي خامسة أطفال العائلة. في صغرها، انتقلت عائلتها إلى نيوبورت هيلز، التي أصبحت الآن نيوكاسل، واشنطن. لاحقًا، انتقلوا إلى ميرسير آيلاند. في مقطع فيديو عن سيرتها الذاتية، وصفت ديلبن معاناة عائلتها في دفع الفواتير والمشقة التي واجهوها بعد خسارة والدها، الذي كان طيار خطوط جوية قديم، لعمله. بعد الصف الرابع، جابت عائلتها البلاد بحثًا عن عمل.
بعد تخرجها من مدرسة تشوت، وهي مدرسة إعدادية في وولينغفورد، كونيتيكت، ارتادت ديلبن كلية ريد في بورتلاند، أوريغون حيث حصلت على شهادة البكالوريوس في علم الأحياء. واصلت ديلبن بعدها تعليمها في جامعة واشنطن لتحصل على درجة الماجستير في إدارة الأعمال.

## عملها في إدارة الأعمال
عملت ديلبن في شركة مايكروسوفت من عام 1989 إلى عام 1998 حيث كانت مديرة التسويق وتطوير الأعمال التجارية لمجموعة إنتراكتف ميديا غروب، والتدريب على التسويق والمبيعات لمزايا الإنترنت الخاصة بشركة مايكروسوفت، وغيرها من أدوار تطوير الأعمال وإدارة المنتجات في ويندوز 95 والإصدارات الأولى من برنامج تصفح الإنترنت مايكروسوفت إنترنت إكسبلورر. تركت العمل في عام 1998 لتساعد في تأسيس موقع drugstore.com، وتشغل منصب نائب الرئيس. في عام 2000، تسلمت منصب المدير التنفيذي لشركة نيمبل تيكنولوجي، وقادتها أثناء استملاك شركة أكشويت لها في عام 2003. في عام 2004، عادت إلى مايكروسوفت لتتسلم منصب نائب رئيس شركة موبايل كوميونيكيشن بزنس حتى عام 2007. من عام 2008 وحتى 2009، كانت مستشارة إدارية ومرشدة إستراتيجية لشركة غلوبال بارتنرشب، مؤسسة غير ربحية تدعم التمويل الصغير والحلول المستدامة في أمريكا اللاتينية. نُصبت ديلبن رئيسة لوزارة الإيرادات في ولاية واشنطن في يوم 30 نوفمبر من عام 2010، لتحل محل المديرة المنتهية ولايتها سيندي هولمستروم.